# Prospection multi-canal
 (novembre 2021).
La mise en forme du texte ne suit pas les recommandations de Wikipédia : il faut le « wikifier ».
Les points d'amélioration suivants sont les cas les plus fréquents. Le détail des points à revoir est peut-être précisé sur la page de discussion.
- Les titres sont pré-formatés par le logiciel. Ils ne sont ni en capitales, ni en gras.
- Le texte ne doit pas être écrit en capitales (les noms de famille non plus), ni en gras, ni en italique, ni en « petit »…
- Le gras n'est utilisé que pour surligner le titre de l'article dans l'introduction, une seule fois.
- L'italique est rarement utilisé : mots en langue étrangère, titres d'œuvres, noms de bateaux, etc.
- Les citations ne sont pas en italique mais en corps de texte normal. Elles sont entourées par des guillemets français : « et ».
- Les listes à puces sont à éviter, des paragraphes rédigés étant largement préférés. Les tableaux sont à réserver à la présentation de données structurées (résultats, etc.).
- Les appels de note de bas de page (petits chiffres en exposant, introduits par l'outil «  Source ») sont à placer entre la fin de phrase et le point final[comme ça].
- Les liens internes (vers d'autres articles de Wikipédia) sont à choisir avec parcimonie. Créez des liens vers des articles approfondissant le sujet. Les termes génériques sans rapport avec le sujet sont à éviter, ainsi que les répétitions de liens vers un même terme.
- Les liens externes sont à placer uniquement dans une section « Liens externes », à la fin de l'article. Ces liens sont à choisir avec parcimonie suivant les règles définies. Si un lien sert de source à l'article, son insertion dans le texte est à faire par les notes de bas de page.
- La présentation des références doit suivre les conventions bibliographiques. Il est recommandé d'utiliser les modèles {{Ouvrage}}, {{Chapitre}}, {{Article}}, {{Lien web}} et/ou {{Bibliographie}}. Le mode d'édition visuel peut mettre en forme automatiquement les références.
- Insérer une infobox (cadre d'informations à droite) n'est pas obligatoire pour parachever la mise en page.

Pour une aide détaillée, merci de consulter Aide:Wikification.
Si vous pensez que ces points ont été résolus, vous pouvez retirer ce bandeau et améliorer la mise en forme d'un autre article.
 (juillet 2021).
La prospection multi-canal ou « cross-canal » est une discipline qui consiste à prospecter une personne, sans contact préalable, sur différents canaux. Elle intègre ainsi différents types de prospection tels que le cold email (email à froid), cold calling (démarchage téléphonique à froid), la prospection sur LinkedIn mais aussi d'autres techniques courantes du growth hacking.
En France, la pratique de ce type de prospection est exclusivement réservée au secteur business to business, car interdite en business to consumer.

## Origine
La prospection multi-canal est une méthode de prospection dérivée du growth hacking. Avec l'arrivée des outils numériques, les canaux de contacts se sont multipliés et ont offert de nouveaux moyens de prospecter efficacement.
Sa démocratisation est principalement liée à la saturation des canaux, qui nécessite désormais de multiplier les points de contact pour obtenir l'intérêt d'un prospect. Ainsi, en 2020, chaque jour, plus de 306 milliards de mails étaient envoyés à travers le monde. Le taux de succès des campagnes de « cold-email » va donc décroissant, ce qui a créé un véritable boom dans l'implémentation des méthodes de prospection multi-canal.
Néanmoins, cette méthode était déjà pratiquée auparavant, sans pour autant la nommer ainsi. On peut par exemple considérer l'exemple suivant comme une approche multi-canal, sans pour autant qu'elle ne fasse intervenir d'outil numérique : 
1. Le commercial dépose un prospectus publicitaire dans la boite aux lettres de l'entreprise.
2. Quelques jours plus tard, il effectue une première prise de contact téléphonique.
3. S'il n'obtient pas de réponse favorable, il se déplace en porte à porte pour rencontrer le décideur.

En acceptant cette pratique comme celle d'une « prospection multi-canal », on peut donc dire que son origine remonte aux années 80, bien qu'à l'époque elle n'ait jamais été nommée ainsi.

## Les différents types de prospection multi-canal
Il existe autant de types de prospection-multicanal qu'il y a de combinaisons de types de prospection, étant donné que toute prospection intégrant deux canaux peut-être considérée comme telle.
Néanmoins, lorsqu'on aborde ce point et regarde les différentes solutions sur le marché, on constate qu'aujourd'hui, les principaux canaux utilisés sont : 
- LinkedIn : en prenant contact avec d'autres utilisateurs, sous la forme d'invitation ou de messages.
- L'emailing : comme mentionné précédemment, avec l'utilisation du « cold-email ».
- Le téléphone : via l'envoi de SMS ou par la pratique du « cold-calling ».

On peut également citer l'utilisation du référencement naturel ou l'utilisation de la publicité payante sur les réseaux sociaux comme canaux complémentaires.
Enfin, on peut différencier les manières de pratiquer la prospection multi-canal : la méthode manuelle et la méthode automatisée.

### Prospection multi-canal manuelle
La prospection « manuelle » n'intègre pas d'outil permettant d'automatiser les prises de contact avec le prospect. Ainsi, rechercher un profil sur LinkedIn, lui envoyer une invitation puis le contacter directement par email depuis sa boîte mail professionnelle peut être considéré comme une prospection non automatisée.
Elle est en général plus efficace en termes de taux de conversion car elle permet de mieux personnaliser ses prises de contacts, mais elle est très chronophage.

### Prospection multi-canal automatisée
La prospection multi-canal automatisée, elle, consiste à utiliser des outils qui vont automatiser les prises de contact. Ces soucis peuvent servir à ne contacter le prospect que sur un canal ou bien sur différents canaux à la fois.
Cette méthode est peu coûteuse et permet de contacter plusieurs centaines de prospects par jour mais présente les désavantages de prises de contact moins personnelles, qui peuvent être considérées comme « SPAM ».

## Les principaux défis et avantages de la recherche multicanal
La recherche multicanal permet d'identifier les nouvelles habitudes des consommateurs et d'y répondre en temps utile,. Avant d'effectuer un achat, les clients recherchent les prix et les caractéristiques d'un produit ou d'un service sur plusieurs ressources différentes, telles qu'Instagram et Google Shopping, lisent des avis sur des sites spécialisés et finalisent leur commande directement dans un magasin physique ou en ligne. Une stratégie multicanal permet d'offrir une assistance complète aux clients à tous les stades de l'achat d'un produit.
La recherche multicanal permet aux entreprises B2B et B2C d'augmenter le taux de conversion et de construire un actif stratégique, en offrant une personnalisation optimale des préférences. Chaque canal améliore la visibilité du site de commerce électronique et élargit sa portée, crée davantage de points de contact et augmente les taux d'engagement. Exemple d'application de la prospection multicanal : une entreprise B2B utilise les médias sociaux, les lettres d'information par courrier électronique et les appels téléphoniques pour faire de la publicité, vendre et attirer de nouveaux clients.
Contrairement à la stratégie omnicanale, qui implique une intégration transparente des canaux pour un engagement unifié, une approche multicanal implique une diversification des points de contact,.
Les avantages de la recherche multicanal pour les entreprises :
- portée mondiale : les possibilités de conversion sont multipliées ;
- flexibilité : les consommateurs choisissent de manière indépendante les canaux d'interaction qu'ils préfèrent avec le vendeur ;
- une productivité et une efficacité accrues de la planification stratégique : les statistiques et les analyses pour chaque canal permettent d'analyser la stratégie de développement choisie et, si nécessaire, de l'ajuster pour accroître la rentabilité ;
- minimisation des risques : si un canal ne parvient pas à améliorer les ventes et à accroître l'engagement du public cible, les autres compenseront toutes les pertes éventuelles.